# محمد حتا
محمد حتا (آوا:  (زاده: ۱۲ اوت ۱۹۰۲ – ۱۴ مارس ۱۹۸۰)) معاون اول رئیس جمهور اندونزی بود و پس از آن نیز به عنوان نخست وزیر این کشور خدمت کرد. وی بهمراهِ چندی از اندونزیایی‌ها -از جمله نخستین رئیس جمهور اندونزی، سوکارنو- برای استقلال اندونزی از استعمار هلند جنگیدند. خانواده مادر او ثروتمند بودند و حتی قادر به مطالعه هلندی و همچنین خواندن قرآن پس از مدرسه بود.

## سرچشمه‌ها و منابع
- George Mc. T Kahin (۱۹۸۰). «In Memoriam: Mohammad Hatta (1902–1980)» (– Scholar search). Indonesia: ۱۱۳–۱۲۰. [پیوند مرده]
- Sudarmanto, Y.B. (1996) Jejak-Jejak Pahlawan dari Sultan Agung hingga Syekh Yusuf (The Footsteps of Heroes from Sultan Agung to Syekh Yusuf), Penerbit Grasindo, Jakarta ISBN 979-553-111-5

## خوانش بیشتر
- Anderson, Ben (۱۹۷۲). Java in a Time of Revolution: Occupation and Resistance, 1944–1946. Ithaca, N.Y.: Cornell University Press. شابک ۰-۸۰۱۴-۰۶۸۷-۰.